# Île Lummi
L'île Lummi est une île de l'État de Washington, dans le comté de Whatcom, aux États-Unis, une des îles San Juan.

## Description
Située dans le Puget Sound, elle s'étend sur près de 14 km de longueur pour une largeur d'environ 2,3 km.

## Histoire
Les Lummis la nommaient Sa nam a o (Haute montagne) ou Skallaham. En 1792, les espagnols l'appellent Isla de Pacheco puis les britanniques : McLoughlin Island. Enfin, en 1853, l'U.S. National Geodetic Survey lui donne son nom actuel. Elle porte ainsi le nom de la tribu Lummi dont la réserve se situe sur la péninsule à l’est de l'île, mais elle ne fait pas partie de la réserve.
Son bureau de poste est établi en 1882.

## Galerie

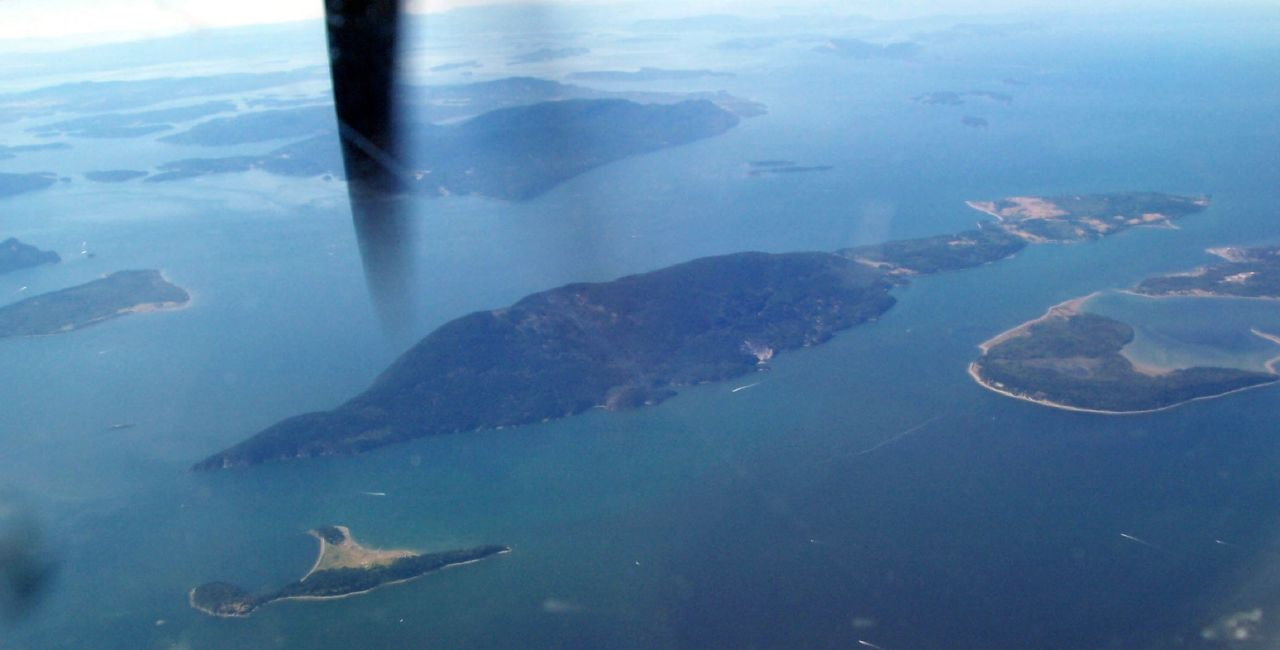
Vue aérienne
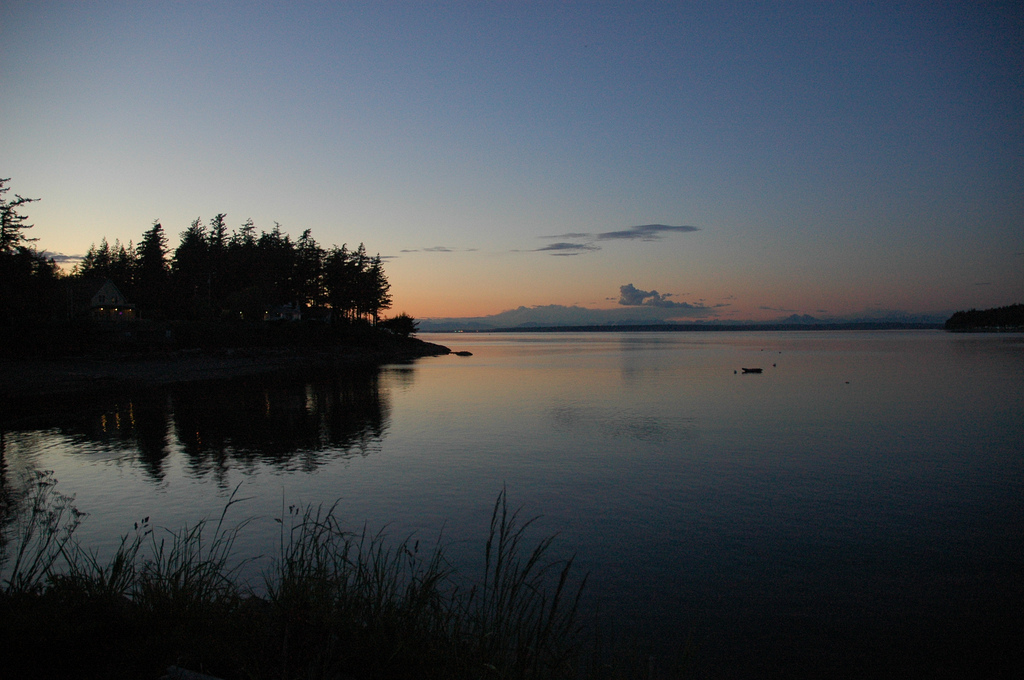
Paysage de l'île